# Való
El való (walon, en való) és una llengua romànica occidental pertanyent a les llengües d'oïl. Se li estimen entre sis-cents mil i un milió cent parlants. Es diferencia particularment per una pronunciada aportació lèxica i fonètica de les parles germàniques, i per un conservacionisme llatí molt més important. El seu nom prové del fràncic antic walaho, variant feble del fort walah o walh"designació global per a un membre de qualsevol poble romànic o romanitzat, incloent-hi els romanesos i els gal·lesos", així com el femení walahin ‘romanona’. Se suposa que, en darrera instància, darrere aquest etnònim hi ha la designació de la tribu gal·la dels Volcae, que en germànic comú hauria estat *Walχōs o *Walχōz. Aquesta teoria, satisfactòria des de la perspectiva fonètica, presenta, emperò, el problema que el territori dels Volques estava massa allunyat del territori germànic quan pobles germànics i romans varen entrar en contacte per primera vegada, a mitjan segle I abans de Crist.

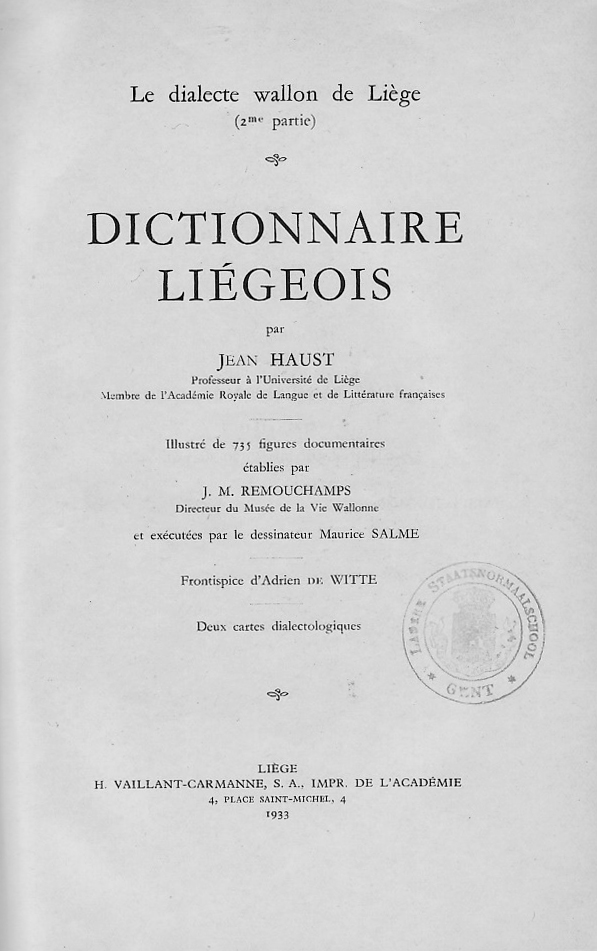
Fronti del diccionari del való liegès de Jean Haust

Es parla a Valònia (sud de Bèlgica), a les províncies del Brabant Való, Lieja, Hainaut i Namur. És l'idioma descendent del llatí més septentrional de tota la família lingüística. No s'ha de confondre el való amb el picard: una altra llengua d'oïl parlada al sud de Bèlgica i al nord de França. No és una parla uniforme i es divideix en els dialectes:
- Liégeois, a l'est, a la ciutat de Lieja
- Namurois, al centre, vora Namur
- Wallon de l'ouest, parlat entre Nivelles i Charleroi-Thuin
- Wallon du sud, entre Saint Hubert i Neufchateau

Aquestes parles, però, es van perdent, ja que eren parlades pel 80% de la població valona el 1950, però ja només pel 50% el 1980, víctimes de la desintegració per la sintaxi i la morfologia.

## Característiques
Segons el llibre de Marius Volkhof, Philologie et littérature wallonnes (1938), els principals trets comuns dels parlars valons eren:
- La a tònica lliure esdevé ei davant e (veriteit, esteit per verité, état)
- La e esdevé ie excepte davant nasal (ierbe, viestue)
- La e tònica amb nasal esdevé oi (ei en francès, poine i no peine)
- Conserva la W bilabial germànica (wesp per guepe, wàrder de guardar)
- Kw i gw conserven labial
- Conserva u llatina en vnou (vingut)
- Conserva s davant i assimila de la "t" ("maisse" per fr: maître, cat: mestre, "fièsse" per fr: fête, cat: festa…)
- És l'única llengua romànica en la qual la hac continua aspirant-se com en les llengües germàniques. Al való liegès hom troba el dígraf ”xh” per a indicar el so [ɦ], sovint en paraules amb arrels germàniques: Xhaufflaire, Xhoris, Xhendelesse, Xhovémont, Xhavée… on la X és muda. També la hac s'aspira en paraules com Herve, Herstal i moltes més.
- El való liegès també conserva la manera de fer mots composts al mode germànic: Bergerue (en francès seria “rue de la Berge” (trad. carrer de la Riba), Potiérue (francès "rue des Potiers”) o Visévoie (Francès: carretera de Visé). L'administració revolucionària francesa, que va voler traduir els topònims valons al francès, segons el principi de Llibertat, igualtat, fraternitat, en el qual "igualtat" significava "tots parlem la mateixa llengua francesa", va conduir a traduccions repetitives com: "rue de la Bergerue" (carrer del carrer de la riba)" o "rue Visévoie" (carrer de la carretera de Visé), rue Féronstrée (carrer del carrer dels Ferrers).
- Altres grups que conserva són e-y = ei, i-l = eil (com a corteil-cortil), o-y = oi (coisine-cuisine) i bl = vl = ul (tabla-taule).

A més, hi ha diverses diferències entre els diversos parlars valons:
- Existència del fonema [h] en est-wallon: pèhon (poisson) per pèchon (la grafia normalitzada proposa pexhon).
- El sufix llatí -ellum ha donat -ê (est i sud) o -ia (centre i oest): batê i batia (bateau) (la grafia normalitzada proposada és batea en ambdós casos).
- La o llatina subsisteix en els dialectes del centre, l'est i el sud, però evoluciona a "ou" cap a l'oest i una part del sud: rodje i roudje (roig).
- Quant a morfologia verbal, la terminació de perfet d'indicatiu del verb viker (vivre) pot ser dji vik-éve (est), dji vik-eûve (centre), dji vik-o (sud), dji vik-eu (oest), etc.
- Quant a diferències lèxiques, el mot sale es pot dir mannet (centre i oest), måssî (est), niche (sud) i yôrd (oest).

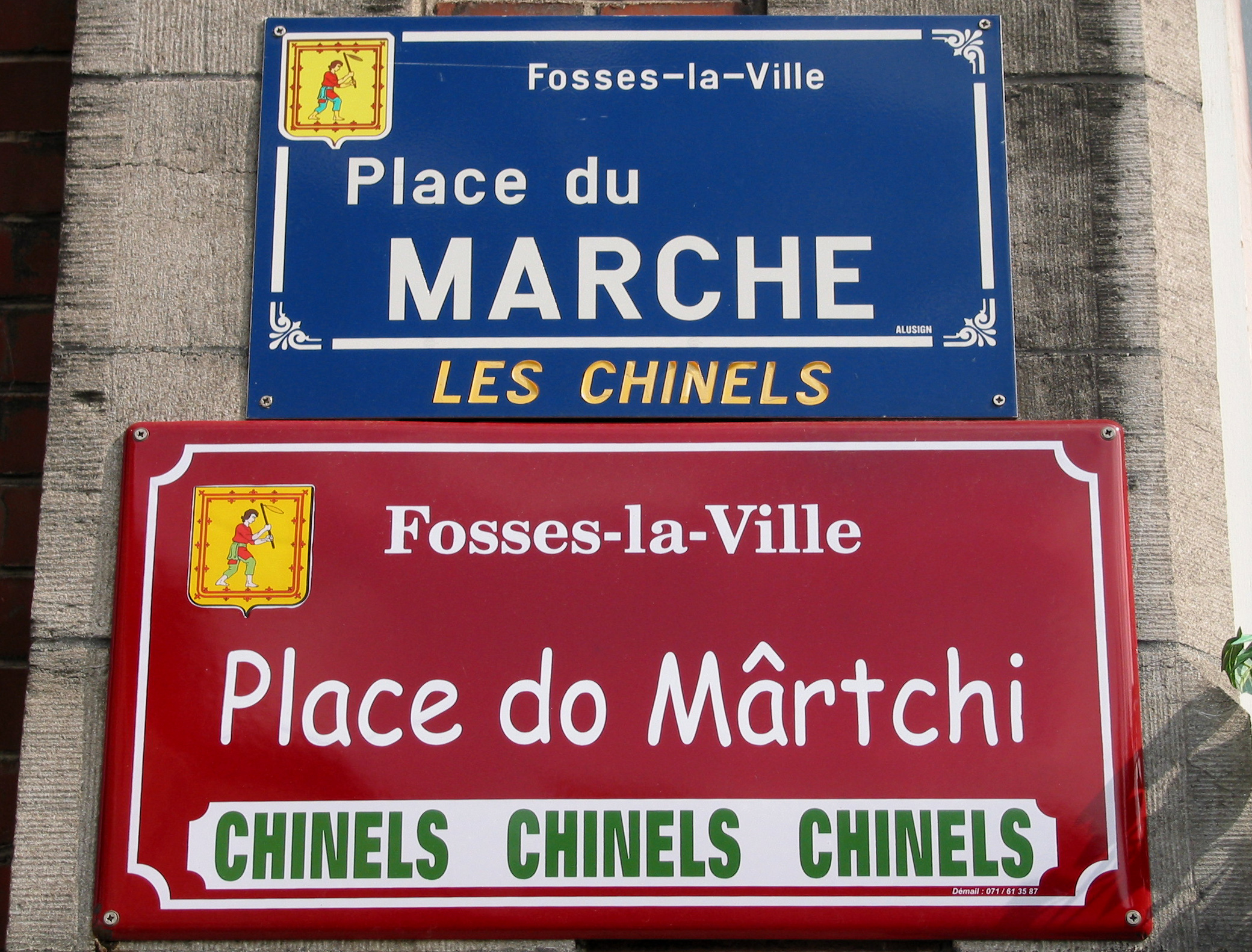
Plaques de la plaça del mercat de Fosses-la-Ville: a dalt en francès i a baix en való

## Ús social
Tots aquests parlars encara resten vius entre els pagesos i minaires, encara que el conreu literari es fa generalment en francès estàndard. Encara que el parlar s'erosiona, el dialecte encara és usat en la vida quotidiana per la població, però el nombre de parlants va baixar bruscament entre el 1930 i el 1960. Segons les enquestes, els parlants actius són entre el 35 i el 40% de la població (3.200.000 persones), però entre els joves de 20-30 anys hi ha un 10% de bilingües actius i un 40-60% de bilingües passius en dialecte; n'hi ha molts més que l'entenen, però molt pocs el saben escriure. El percentatge augmenta quan es tracta d'homes i gent gran.
Malgrat això, la llengua oficial de Valònia és el francès normalitzat, encara que des del novembre del 1980 s'ensenya Llengua i Literatura valona a les escoles de Lieja, així com en un Institut Municipal de Llengua i Literatura Valones, amb seu a Charleroi. És totalment absent del món educatiu, cosa agreujada per la manca d'una llengua unificada i material didàctic; tot i així, hi ha concursos de redaccions i cançons. La principal associació és la Union Culturelle Wallonne, que agrupa 5 federacions provincials i 250 agrupacions locals, la majoria grups de teatre i els cinc comitès provincials Walon è scole.
Hi ha dues hores setmanals en való a la televisió (dissabte al migdia) i tres hores setmanals a la ràdio (divendres al vespre). Els diaris i ràdios privades li cedeixen espai de manera ocasional. La ràdio de Lieja també emet cada cop més programes en való, i també és usat a l'església i a les cançons populars de protesta per a joves ecologistes.
Per altra banda, la Sociéte de Littérature Wallonne, creada el 1856 i amb seu a Lieja, en promou l'aprenentatge i l'ús tant oral com escrit.

## Remarques
1. ↑  genitiu singular: walahen, nominatiu plural: walahon. Així a la glossa de Kassel tenim in walahun com a equivalent fràncic d'un in [terra] Romana. A les glosses trobem, entre d'altres: Walaha ,Romani`, ,Rutuli`; in Walahun, in Romana`, Walaholant ,Gallia`, walahikiu bira, pera italiana` etc. En aquest sentit, paga la pena de llegir la glossa del vocabulari de Kassel que compara romanons i bavaresos: Stulti sunt Romani, sapienti sunt paioari. Modica est sapientia in Romana, plus habent stultitia quam sapientia = Tole sint walha, spâhe sint peigira, luzîc ist spâhi in walhum, mêra habent tolaheiti denne spâhi (els romanons són estúpids, els bavaresos són savis, la saviesa és escassa a la Romània, [els romanons] tenen més estupidesa que no saviesa).
2. ↑  Genitiu singular: walahs; nominatiu plural: walahâ. Cf. l'alt-alemany modern welsch, der o die Welsche
3. ↑  Cf. el doblet valac i Valàquia per als romanesos.
4. ↑  Wales.
5. ↑  Genitiu: walahinna; nominatiu plural: walahinnâ.